# Lawvere-Tierney-Topologie
Eine Lawvere-Tierney-Topologie ist ein nach William Lawvere und Myles Tierney benannter Begriff aus der Kategorientheorie.

## Einführende Begriffe
Ein Topos ist definitionsgemäß eine Kategorie, die unter allen endlichen Limiten abgeschlossen ist, sie enthält also insbesondere ein mit {\displaystyle 1} bezeichnetes terminales Objekt und alle endlichen Produkte. Weiter enthält ein Topos einen Unterobjekt-Klassifizierer, das ist ein mit {\displaystyle true} bezeichneter Morphismus {\displaystyle 1\rightarrow \Omega }, wobei {\displaystyle \Omega } ein festes Objekt des Topos ist, so dass Folgendes gilt: Ist {\displaystyle m\colon D\rightarrowtail C} ein Unterobjekt (genauer ein Vertreter der zugehörigen Äquivalenzklasse), so gibt es genau einen Morphismus {\displaystyle \chi _{m}\colon C\rightarrow \Omega }, der das Diagramm
{\displaystyle {\begin{array}{ccc}D&\rightarrow &1\\{\Bigg \downarrow }{}_{m}&&\quad {\Bigg \downarrow }{}_{true}\\C&{\xrightarrow[{}]{\chi _{m}}}&\Omega \end{array}}}
zu einem Pullback macht, diesen nennt man die charakteristische Funktion von {\displaystyle m} bzw. des Unterobjekts.
Die Zuordnung {\displaystyle m\mapsto \chi _{m}} ist damit eine Bijektion zwischen {\displaystyle \mathrm {Sub} (C)}, der Menge der Unterobjekte von {\displaystyle C}, und {\displaystyle \mathrm {Hom} (C,\Omega )}. {\displaystyle \mathrm {Sub} (C)} ist bezüglich der Unterobjekt-Beziehung eine geordnete Menge und man kann zeigen, dass sogar eine Heyting-Algebra vorliegt und dass diese Konstruktion natürlich in {\displaystyle C} ist. Die zugehörigen Operationen {\displaystyle 0,1,\land ,\lor ,\neg ,\Rightarrow } der Heyting-Algebra übertragen sich nach Obigem auf {\displaystyle \mathrm {Hom} (C,\Omega )} und die Natürlichkeit in {\displaystyle C} führt mittels des Yoneda-Lemmas zu entsprechenden Morphismen
{\displaystyle \land \colon \Omega \times \Omega \rightarrow \Omega }
{\displaystyle \lor \colon \Omega \times \Omega \rightarrow \Omega }
{\displaystyle \Rightarrow \colon \Omega \times \Omega \rightarrow \Omega }
{\displaystyle \neg \colon \Omega \rightarrow \Omega }
Genauer heißt das: Repräsentieren {\displaystyle m_{1}\colon D_{1}\rightarrowtail C} und {\displaystyle m_{2}\colon D_{2}\rightarrowtail C} Unterobjekte von {\displaystyle C} mit charakteristischen Funktionen {\displaystyle \chi _{m_{1}}} und {\displaystyle \chi _{m_{2}}}, so hat das Infimum der beiden Unterobjekte in der Heyting-Algebra {\displaystyle \mathrm {Sub} (C)} die charakteristische Funktion
{\displaystyle \land \circ (\chi _{m_{1}},\chi _{m_{2}})\colon C\rightarrow \Omega \times \Omega \rightarrow \Omega },
und Entsprechendes gilt für die anderen Operationen.

## Definition
Eine Lawvere-Tierney-Topologie auf einem Topos mit einem Unterobjekt-Klassifizierer {\displaystyle true\colon 1\rightarrow \Omega } ist ein Morphismus {\displaystyle j\colon \Omega \rightarrow \Omega } mit folgenden drei Eigenschaften:
{\displaystyle {\begin{array}{ll}{\text{Idempotenz:}}&j\circ j=j\colon \Omega \rightarrow \Omega \\{\text{Verträglichkeit mit }}true{\text{:}}&j\circ true=true\colon 1\rightarrow \Omega \\{\text{Verträglichkeit mit }}\land {\text{:}}&j\circ \wedge =\wedge \circ (j,j)\colon \Omega \times \Omega \rightarrow \Omega \end{array}}}

## Zusammenhang mit Grothendieck-Topologien
Es sei {\displaystyle J} eine Grothendieck-Topologie auf einer kleinen Kategorie {\displaystyle {\mathcal {C}}}, das heißt, {\displaystyle J} wählt zu jedem Objekt {\displaystyle C} in {\displaystyle {\mathcal {C}}} eine Menge {\displaystyle J(C)} von Sieben aus, so dass gewisse Bedingungen erfüllt sind.
{\displaystyle {\hat {\mathcal {C}}}={\mathcal {Set}}^{{\mathcal {C}}^{op}}}, die Funktorkategorie der Funktoren {\displaystyle {\mathcal {C}}^{op}\rightarrow {\mathcal {Set}}} in die Kategorie der Mengen {\displaystyle {\mathcal {Set}}}, ist ein Topos und hat als Unterobjekt-Klassifizierer den Funktor {\displaystyle \Omega \colon {\mathcal {C}}^{op}\rightarrow {\mathcal {Set}}}, wobei {\displaystyle \Omega (C)} die Menge aller Siebe auf {\displaystyle C} ist, mit der natürlichen Transformation {\displaystyle true=(true_{C})_{C\in {\mathcal {C}}}\colon 1\rightarrow \Omega }, die dadurch definiert ist, dass {\displaystyle true_{C}} das einzige Element aus {\displaystyle 1(C)} auf das maximale Sieb {\displaystyle t_{C}} aller Morphismen mit Ziel {\displaystyle C} abbildet. Das Stabilitätsaxiom einer Grothendieck-Topologie zeigt, dass {\displaystyle J} ein Unterfunktor von {\displaystyle \Omega } ist. Nach Definition des Unterobjekt-Klassifizierers existiert daher ein eindeutig bestimmter Morphismus in der Funktorkategorie (d. h. eine natürliche Transformation) {\displaystyle j\colon \Omega \rightarrow \Omega }, der das Diagramm
{\displaystyle {\begin{array}{ccc}J&\rightarrow &1\\{\Bigg \downarrow }{}_{m}&&\quad {\Bigg \downarrow }{}_{true}\\\Omega &{\xrightarrow[{}]{j}}&\Omega \end{array}}}
zu einem Pullback macht. Man kann nun zeigen, dass dieses {\displaystyle j} eine Lawvere-Tierney-Topologie ist und weiterhin, dass jede Lawvere-Tierney-Topologie auf {\displaystyle {\hat {\mathcal {C}}}} auf diese Weise von einer Grothendieck-Topologie auf {\displaystyle {\mathcal {C}}} herkommt. Damit ist die Theorie der Grothendieck-Topologien auf einer kleinen Kategorie {\displaystyle {\mathcal {C}}} äquivalent zur Theorie der Lawvere-Tierney-Topologien auf dem Prägarben-Topos {\displaystyle {\hat {\mathcal {C}}}}. Da es Topoi mit Lawvere-Tierney-Topologien gibt, die nicht von dieser Art sind, stellen diese eine echte Verallgemeinerung der Grothendieck-Topologien dar.

## Beispiele

### Prägarben auf topologischen Räumen
Es sei {\displaystyle X} ein topologischer Raum und {\displaystyle {\mathcal {O}}(X)} die Kategorie der offenen Mengen von {\displaystyle X}, das heißt, die Objekte sind die offenen Mengen {\displaystyle U\subset X} und die einzigen Morphismen sind die Inklusionsabbildungen {\displaystyle V\subset U} zwischen offenen Mengen {\displaystyle V\subset U\subset X}. Dies nehmen wir als kleine Kategorie {\displaystyle {\mathcal {C}}}.
Da jeder Morphismus {\displaystyle f\colon V\rightarrow U} definitionsgemäß eine Inklusionsabbildung ist, kann man ihn mit seinem Quellobjekt {\displaystyle V} identifizieren. Ein Sieb auf {\displaystyle U} ist dann ein System {\displaystyle S} offener Teilmengen von {\displaystyle U} mit der Eigenschaft, dass aus {\displaystyle W\subset V\in S} bereits {\displaystyle W\in S} folgt. Insbesondere ist {\displaystyle \bigcup S\subset U}. Die sogenannte Grothendieck-Topologie der offenen Überdeckungen {\displaystyle J}, die zu {\displaystyle X} gehört, ist definiert durch
{\displaystyle J(U):=\{S\mid S{\text{ Sieb auf }}U{\text{ mit }}\bigcup S=U\}}.
Der Unterobjekt-Klassifizierer im Topos {\displaystyle {\mathcal {Set}}^{{\mathcal {O}}(X)^{op}}} der mengenwertigen Prägarben auf {\displaystyle X} ist gegeben durch
{\displaystyle \Omega (U):=\{S\mid S{\text{ Sieb auf }}U\}}    mit    {\displaystyle true_{U}(*)=\{V\mid V{\text{ offen und }}V\subset U\}}.
Die gemäß dem oben beschriebenen Zusammenhang zugehörige Lawvere-Tierney-Topologie ist gegeben durch
{\displaystyle j=(j_{U})_{U}\colon \Omega \rightarrow \Omega }
{\displaystyle j_{U}\colon \Omega (U)\rightarrow \Omega (U),\quad j_{U}(S)=\{V\mid V{\text{ offen und }}V\subset \bigcup S\}}.

### Die Kategorie der Mengen
Betrachtet man im vorangegangenen Beispiel den topologischen Raum {\displaystyle X=\emptyset }, so erhält man die beiden Lawvere-Tierney-Topologien auf der Kategorie {\displaystyle {\mathcal {Set}}} der Mengen. Da {\displaystyle {\mathcal {O}}(\emptyset )=\{\emptyset \}}, ist dies die Kategorie mit genau einem Objekt {\displaystyle \emptyset } und dem identischen Morphismus {\displaystyle \emptyset } darauf als einzigem Morphismus. Der zugehörige Topos {\displaystyle {\mathcal {Set}}^{\{\emptyset \}^{op}}} ist isomorph zum Topos {\displaystyle {\mathcal {Set}}}, indem man jeden Funktor {\displaystyle \{\emptyset \}^{op}\rightarrow {\mathcal {Set}}} mit derjenigen Menge identifiziert, auf die der Funktor das einzige Objekt schickt.
Es gibt zwei Siebe auf {\displaystyle \emptyset }, nämlich das leere Sieb {\displaystyle \emptyset } und das maximale Sieb {\displaystyle \{\emptyset \}}. Mit den Bezeichnungen des vorangegangenen Beispiels ist also
{\displaystyle \Omega (\emptyset )=\{\emptyset ,\{\emptyset \}\}=\{0,1\}},   wobei wie üblich {\displaystyle 0=\emptyset } und {\displaystyle 1=\{\emptyset \}}.
Eine Grothendieck-Topologie {\displaystyle J} ist eine Auswahl {\displaystyle J(\emptyset )} von Sieben, und dazu gibt es genau vier Möglichkeiten. Diese Anzahl reduziert sich auf zwei, da {\displaystyle J(\emptyset )} das maximale Sieb {\displaystyle 1} enthalten muss, und wir haben daher nur noch die zwei Möglichkeiten
{\displaystyle J_{1}(\emptyset )=\{1\}}    die triviale Grothendieck-Topologie
{\displaystyle J_{2}(\emptyset )=\{0,1\}}    die Grothendieck-Topologie der offenen Überdeckungen aus obigem Beispiel
Die zu {\displaystyle J_{1}} und {\displaystyle J_{2}} gehörigen Lawvere-Tierney-Topologien {\displaystyle j_{1}} bzw. {\displaystyle j_{2}} sind:
{\displaystyle j_{1}\colon \quad {\begin{array}{ccc}0&\mapsto &0\\1&\mapsto &1\end{array}}}    und    {\displaystyle j_{2}\colon \quad {\begin{array}{ccc}0&\mapsto &1\\1&\mapsto &1\end{array}}}

### Dichte Topologien
Ist {\displaystyle {\mathcal {E}}} ein Topos mit einem Unterobjekt-Klassifizierer {\displaystyle true\colon 1\rightarrow \Omega }, so gibt es nach obigen einleitenden Bemerkungen einen Morphismus {\displaystyle \neg \colon \Omega \rightarrow \Omega }, der die Bildung des Pseudokomplements beschreibt. Dann kann man zeigen, dass {\displaystyle \neg \circ \neg \colon \Omega \rightarrow \Omega } eine Lawvere-Tierney-Topologie auf {\displaystyle {\mathcal {E}}} ist. Man nennt sie auch die dichte Topologie auf dem Topos.
Die Lawvere-Tierney-Topologie {\displaystyle j_{1}} aus dem vorangegangenen Beispiel ist ein sehr einfacher Fall dieser Konstruktion, denn in {\displaystyle {\mathcal {Set}}} ist {\displaystyle \neg \colon \{0,1\}\rightarrow \{0,1\}} diejenige Abbildung, die 0 und 1 vertauscht, so dass {\displaystyle \neg \circ \neg } die identische Funktion auf {\displaystyle \{0,1\}} und damit gleich {\displaystyle j_{1}} ist.
Diese dichten Topologien, die man auch einfach als {\displaystyle \neg \neg }-Topologien bezeichnet, spielen eine wichtige Rolle in der Logik, insbesondere in der Konstruktion von Modellen der Mengenlehre. Dies ist im mehrfach zitierten Lehrbuch von Saunders Mac Lane, Ieke Moerdijk ausgeführt, im Kapitel VI wird mit diesen Methoden die Unabhängigkeit der Kontinuumshypothese bewiesen.

## Abschluss
Ist {\displaystyle m\colon D\rightarrowtail C} ein Monomorphismus in einem Topos, so gehört dazu nach Definition des Unterobjekt-Klassifizierers {\displaystyle true\colon 1\rightarrow \Omega } genau eine charakteristische Funktion {\displaystyle \chi _{m}\colon C\rightarrow \Omega } wie in obiger Einführung. Ist nun {\displaystyle j\colon \Omega \rightarrow \Omega } eine Lawvere-Tierney-Topologie, so ist auch {\displaystyle j\circ \chi _{m}} ein Morphismus {\displaystyle C\rightarrow \Omega }, das heißt dazu korrespondiert ein mit {\displaystyle {\overline {D}}} bezeichnetes Unterobjekt von {\displaystyle C}, das man den Abschluss, genauer den {\displaystyle j}-Abschluss, von {\displaystyle D} in {\displaystyle C} nennt. Diese Abschlussoperation hat folgende Eigenschaften für Unterobjekte {\displaystyle D,D_{1},D_{2}} von {\displaystyle C}:
{\displaystyle D\subset {\overline {D}}},   {\displaystyle D} ist Unterobjekt von {\displaystyle {\overline {D}}} in {\displaystyle \mathrm {Sub} (C)}
{\displaystyle {\overline {D}}={\overline {\overline {D}}}},   das heißt, der Abschluss eines Abschlusses bringt nichts Neues
{\displaystyle {\overline {D_{1}\cap D_{2}}}={\overline {D_{1}}}\cap {\overline {D_{2}}}},   das heißt die Abschlussoperation ist mit der Infimumsbildung je zweier Objekte in {\displaystyle \mathrm {Sub} (C)} verträglich.
Weiter ist die Abschlussbildung {\displaystyle D\rightarrow {\overline {D}}} in {\displaystyle \mathrm {Sub} (C)} natürlich in {\displaystyle C}. Das bedeutet Folgendes: Ist {\displaystyle m\colon D\rightarrowtail C} eine Unterobjekt-Beziehung und ist {\displaystyle f\colon C'\rightarrow C} ein Morphismus, so definiert man {\displaystyle f^{-1}(D)} durch das Pullback-Diagramm
{\displaystyle {\begin{array}{ccc}f^{-1}(D)&\rightarrow &D\\{\Bigg \downarrow }m'&&{\Bigg \downarrow }m\\C'&{\xrightarrow[{}]{f}}&C\end{array}}}
Beachte, dass {\displaystyle m'} wieder ein Monomorphismus und damit {\displaystyle f^{-1}(D)} Unterobjekt von {\displaystyle C'} ist. Die Natürlichkeit in {\displaystyle C} bedeutet mit diesen Bezeichnungen, dass
{\displaystyle {\overline {f^{-1}(D)}}=f^{-1}({\overline {D}})}
Auf der linken Seite dieser Gleichung ist der {\displaystyle j}-Abschluss in {\displaystyle \mathrm {Sub} (C')} gebildet, auf der rechten Seite in {\displaystyle \mathrm {Sub} (C)}.
Ist umgekehrt in jedem {\displaystyle \mathrm {Sub} (C)} eine Abschluss-Operation {\displaystyle D\mapsto {\overline {D}}} gegeben, die die oben genannten drei Eigenschaften erfüllt und zudem natürlich in {\displaystyle C} ist, so gibt es genau eine Lawvere-Tierney-Topologie {\displaystyle j}, deren {\displaystyle j}-Abschluss gerade diese Abschluss-Operation ist.

## Garben
Ist {\displaystyle {\mathcal {E}}} ein Topos mit einer Lawvere-Tierney-Topologie {\displaystyle j:\Omega \rightarrow \Omega }, so sondert man mit Hilfe des {\displaystyle j}-Abschlusses gewisse Objekte als Garben aus. Ein Objekt {\displaystyle F} heißt Garbe, genauer {\displaystyle j}-Garbe, wenn für jedes Objekt {\displaystyle C} und jedes darin enthaltene {\displaystyle j}-dichte Unterobjekt {\displaystyle D} (das heißt {\displaystyle {\overline {D}}=C} in {\displaystyle \mathrm {Sub} (C)})  die natürliche Abbildung
{\displaystyle \mathrm {Hom} (C,F)\rightarrow \mathrm {Hom} (D,F),\quad f\mapsto f\circ (D\hookrightarrow C)}
bijektiv ist.
Das heißt {\displaystyle F} ist eine Garbe, wenn es zu jedem Monomorphismus {\displaystyle m:D\rightarrow C} mit {\displaystyle {\overline {D}}=C} in {\displaystyle \mathrm {Sub} (C)} und zu jedem {\displaystyle f:D\rightarrow F} genau einen Morphismus {\displaystyle g:C\rightarrow F} mit {\displaystyle f=g\circ m} gibt.
Dies verallgemeinert den Begriff der Garbe auf einem Situs.
Sei {\displaystyle \mathrm {Sh} _{j}({\mathcal {E}})} die volle Unterkategorie der {\displaystyle j}-Garben in {\displaystyle {\mathcal {E}}}. So ist das terminale Objekt {\displaystyle 1} stets eine Garbe, denn da {\displaystyle \mathrm {Hom} (C,1)} und {\displaystyle \mathrm {Hom} (D,1)} nach Definition des terminalen Objekts beide einelementig sind, ist die definierende Bedingung trivialer Weise erfüllt. Man kann zeigen, dass {\displaystyle \mathrm {Sh} _{j}({\mathcal {E}})} selbst wieder ein Topos ist, als Unterobjekt-Klassifizierer nimmt man
{\displaystyle \Omega _{j}=}   Equalizer von {\displaystyle \Omega {\underset {1_{\Omega }}{\overset {j}{\rightrightarrows }}}\Omega }.
Wie schon im Falle des Situs hat die Einbettung {\displaystyle \mathbf {i} \colon \mathrm {Sh} _{j}({\mathcal {E}})\rightarrow {\mathcal {E}}} einen linksadjungierten Funktor {\displaystyle \mathbf {a} \colon {\mathcal {E}}\rightarrow \mathrm {Sh} _{j}({\mathcal {E}})}, den man auch hier Vergarbung nennt. Man hat also für {\displaystyle j}-Garben {\displaystyle F} und Objekte {\displaystyle E} aus {\displaystyle {\mathcal {E}}} eine natürliche Isomorphie
{\displaystyle \mathrm {Hom} _{\mathrm {Sh} _{j}({\mathcal {E}})}(\mathbf {a} E,F)=\mathrm {Hom} _{\mathcal {E}}(F,\mathbf {i} E)}
Viele wichtige Topoi sind solche Garbentopoi, denn die Garbeneigenschaft führt dazu, dass der Unterobjekt-Klassifizierer nicht nur eine Heyting-Algebra, sondern sogar eine boolesche Algebra ist.